# ريجينا بنديكس
ريجينا بنديكس (بالإنجليزية: Regina Bendix)‏ (من مواليد 1958 في بروغ (سويسرا)) وهي أستاذة في علم الأعراق الأوروبية في جامعة غوتينغن، ألمانيا.

## دراستها
بدأت الدكتورة بنديكس دراستها الأكاديمية في الفلكلور الألماني وعلم الإنسان الثقافي والدراسات الألمانية في بلدها سويسرا. هاجرت إلى الولايات المتحدة في عام 1980 عندما انتقلت إلى بيركيلي (كاليفورنيا). هنا أكملت البكالوريوس في الفلكلور في جامعة كاليفورنيا (بركلي). تابعت دراسات عليا في جامعة إنديانا (بلومنجتون) حيث أكملت درجة الماجستير في عام 1984 في مجال الفلكلور والأنثروبولوجيا الثقافية والدراسات الألمانية. في نهاية المطاف حصلت على درجة الدكتوراه في هذه التخصصات في عام 1987. بعد التدريس في العديد من المؤسسات في الولايات المتحدة وسويسرا، في عام 1993 شغلت منصب أستاذة مساعدة في جامعة بنسيلفانيا، في قسم الفلكلور والحياة الشعبية. تم تعيينها أستاذة مشاركة ورئيسة للبرنامج في مجال الفنون الشعبية في قسم الأنثروبولوجيا في جامعة بنسلفانيا. عملت في ذلك المجال من عام 1993 حتى عام 2001 وبعدها عادت إلى أوروبا.

## عملها الحالي
تشغل الدكتورى بنديكس حاليًا منصب أستاذ ورئيس الأثنولوجيا الأوروبية في جامعة غوتنغن بألمانيا. ابتداءً من منتصف التسعينيات ، ركزت الدكتورة بندكس اهتماماتها البحثية والعمل الميداني على السياحة الثقافية (في النمسا بالدرجة الأولى) والمضمنة في المشروع التاريخي الأوسع للإثنوغرافيا الشعبية (وصف الأعراق البشرية) في الإمبراطورية النمساوية المجرية في أواخر القرن التاسع عشر. منذ أن انتقلت إلى ألمانيا، كرّست اهتمامًا إثنوغرافيًا كبيرًا في أعمال الإطار الأكاديمي في ألمانيا. تركزت أبحاثها على التركيز على السرد والسياحة والتراث والثقافة، والإثنوغرافيا وتاريخ الحقول الثقافية للبحوث وثقافة الأوساط الأكاديمية.
كانت الدكتورة بنديكس رئيسة الجمعية الدولية للإثنولوجيا والفولكلور من 2001 إلى 2008.
تتحدث الدكتورة بنديكس اللغة الألمانية السويسرية (لغتها الأم) والإنجليزية والفرنسية وبعض من اللغة الإيطالية.

## أعمال أخرى
أنتجت الدكتورة بنديكس فيلم وثائقي ألماني عام 2005 عن الفولكلور بعنوان «ساعة موسيقية خرافية».

## روابط خارجية
- ريجينا بنديكس على موقع IMDb (الإنجليزية)